# Arthur Griffith
Arthur Griffith (iriska: Art Ó Gríobhtha), född 31 mars 1871 i Dublin, död 12 augusti 1922 i Dublin, var en irländsk politiker samt grundaren och tredje ledaren av Sinn Féin. 

## Biografi

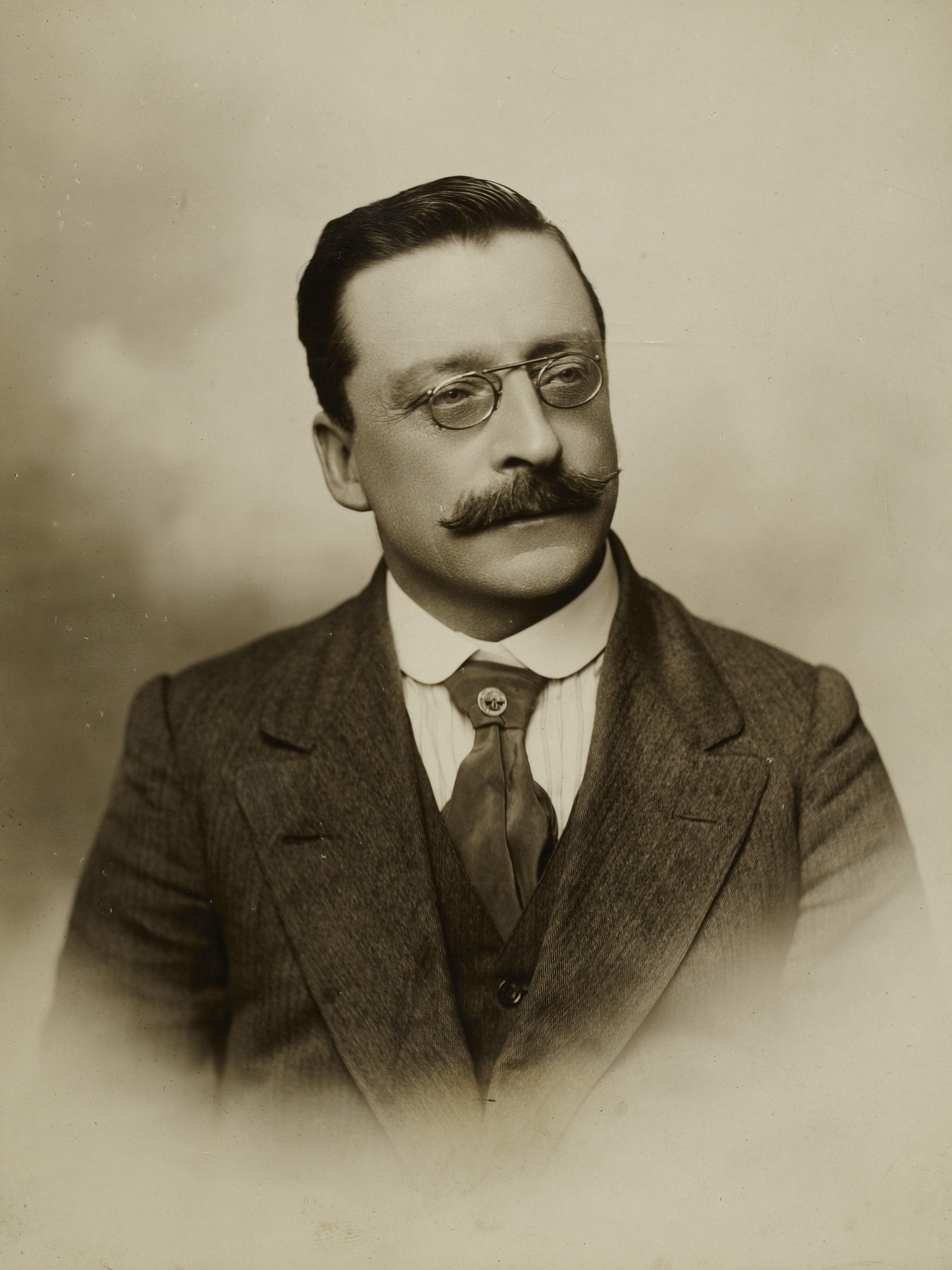
Arthur Griffith.

Arthur Griffith började som typograf. Tidigt politiskt och nationellt intresserad, slöt han sig till Gaelic League och Feniernas broderskap. Efter två års vistelse som gruvarbetare i Sydafrika återkom Griffith 1898 till Irland och grundade 1899 veckotidningen The United Irishman. På grund av censuren var den flera gånger tvungen att byta namn. Från 1906 tog den namnet Sinn Féin. Han kritiserade i tidningen det irländska partiet i parlamentet och försökte främja nationell kultur, industri med mera. Hans politiska program var en ren personalunion med Storbritannien. Det borde nås genom skattevägran och genom att de irländska parlamentsledamöterna lämnade det brittiska parlamentet för att konstituera sig som Irlands parlament.
1905 grundade han sammanslutningen Sinn Féin och framlade sitt program i The Resurrection of Hungary, där han visade, att Ungern i revolutionen 1848–1849 och dess efterspel, just genom de av honom rekommenderade metoderna återfunnit likställighet med Österrike. För sin politik vann han till en början ringa anslutning, men redan 1906 valdes Sinn Féin-ledamöter in i städernas stadsfullmäktige. Då under Home rule-striden volunteer-rörelsen började i södra Irland, stödde han den men stod främmande för påskupproret 1916, vilket väsentligt minskade hans inflytande hos de extrema. Under första världskriget kunde han inte för censuren fortsätta ge ut sin tidskrift. Han gav då istället ut en ny tidskrift, Scissors and Paste, som uteslutande utgjordes av för Storbritannien ofördelaktiga klipp ur brittiska tidningar.
Efter påskupproret blev han, trots att han inte deltagit, insatt i fångläger i Frongoch, som blev en god utbildningsanstalt för Sinn Féin-idéer. Efter sitt frigivande fortsatte han att ge ut veckotidningarna Nationality och Eire Og och kom redan 1918 på nytt i fängelse. Då parlamentsvalen samma år blev en fullständig seger för Sinn Féin och de valda konstituerat sig som Dáil Éireann, blev Griffith vald till vicepresident, varvid han utförde ett viktigt organisationsarbete, medan Éamon de Valera vistades i USA.
Då slutligen fredsförhandlingar 1921 öppnades av Storbritannien, blev Griffith ledare för fredsdelegationen som resulterade i anglo-irländska avtalet tillsammans med Michael Collins. Efter fredsslutet visade Griffith stor moderation under det omfattande organisationsarbetet och lät även sina politiska motståndare få full representation. Då inbördeskriget senare utbröt, dog Griffith efter ett par månader av överansträngning.